# ネアンデル谷
ネアンデル谷 もしくは ネアンデルタール (ドイツ語: Neanderthal または Neandertal [neˈandɐtaːl]) は、ドイツ連邦共和国ノルトライン＝ヴェストファーレン州を流れるデュッセル川 (Düssel、ライン川支流) にある小さな谷である。同州州都デュッセルドルフの近郊、エルクラート (Erkrath) 市とメットマン (Mettmann) 市の間に位置する。1856年、この谷でネアンデルタール人 (Homo neanderthalensis) の化石が発見されたことで知られるようになった。
1901年、ドイツ語の正書法改革により、Thal (タール、谷) の綴りが Tal に改められたが、命名時の綴りを保持するのが分類学上の慣例であるため、ネアンデルタール人を指す学名 Homo neanderthalensis や Homo sapiens neanderthalensis は、この綴り方の変更の影響を受けなかった。
ネアンデル谷は、元々は滝や洞窟のある、風光明媚な石灰岩質の渓谷であったが、19世紀から20世紀にかけての鉱業採掘の結果、石灰岩はほぼ枯渇し、谷の景観は劇的に変化した。最初に発見されたネアンデルタール人の骨は、そうした鉱業活動の過程で、洞窟の中から発見されたが、化石の出土した洞窟や断崖も現在は存在しない。
谷の名前は、17世紀の聖職者ヨアヒム・ネアンダー (本名： ヨアヒム・ノイマン) にちなむ。ネアンダー もしくは ネアンデル (Neander) とは、彼の姓ノイマン (Neumann、"新しい人") のギリシア語訳である。彼はこの谷の近くに住み、好んでこの谷を訪れ、著作の着想を得ていた。ネアンデル谷の以前は、「Das Gesteins (ダス・ゲシュタインス、"岩場")」 や 「Das Hundsklipp (ダス・フンツクリップ、"犬の断崖")」 と呼ばれていた。